# Cyril Domoraud
Cyril Domoraud (Lakota, 22 luglio 1971) è un ex calciatore ivoriano, di ruolo difensore.
Nato in Costa d'Avorio, arriva con la sua famiglia da giovanissimo in Francia acquisendone anche la cittadinanza.

## Carriera

### Club
Impegnato anche nello studio, decide di intraprendere la carriera di calciatore all'età di 21 anni, firmando per il Crèteil, squadra francese militante in terza serie, con cui ottiene la promozione nella Ligue 2, collezionando 19 presenze. Gioca un altro anno nel Crèteil, e poi firma un contratto con il Red Star, squadra parigina dal buon passato calcistico. Gioca lì per due stagioni, collezionando circa 70 presenze complessive. Nell'estate del 1996, avviene il salto di qualità con l'approdo al Bordeaux, avendo per la prima volta l'opportunità di giocare nella massima serie transalpina: gioca per 31 volte andando anche a segno in un'occasione.
La stagione successiva è all'Olympique Marsiglia, dove scende in campo per 29 volte (segnando un gol) conquistandosi la conferma per l'anno successivo. Nel 1998-1999 colleziona altre 28 presenze con il Marsiglia, oltre ad altre 10 apparizioni in Coppa UEFA. Nell'estate del 1999 l'Inter decide di ingaggiarlo. Alla sua prima esperienza italiana però colleziona 6 presenze in Serie A, quindi i nerazzurri decidono la stagione seguente di prestarlo al Bastia, e Domoraud fa quindi ritorno nel massimo campionato francese, dove segna un gol in 21 apparizioni.
Tornato all'Inter per fine prestito, nel precampionato del 2001-2002 resta a Milano, ma sull'altra sponda: tramite uno scambio con il cartellino di Thomas Helveg viene infatti ceduto al Milan, con cui ha il tempo solo di disputare una partita amichevole perché, dopo appena dieci giorni dal suo approdo in rossonero, viene rispedito in Francia, stavolta al Monaco. Gioca 22 volte con la formazione del Principato, prima di tentare l'avventura spagnola, nelle file dell'Espanyol.
Resta in Spagna per due anni, giocando nella Liga per 69 volte, realizzando 4 gol. Nel 2004-2005 firma un contratto con il club turco del Konyaspor e nel gennaio di quella stagione, avendo compiuto 33 anni, decide di terminare la sua carriera dove aveva cominciato, e cioè nel Crèteil, militante nella Ligue 2. Successivamente fa ritorno in Costa d'Avorio dove gioca con Stella Club d'Adjamé e Africa Sports National, per poi ritirarsi al termine della stagione 2007-2008.

### Nazionale
Pur essendo cresciuto praticamente in Francia, ottenendone anche la cittadinanza, Domoraud ha deciso di vestire la maglia della Nazionale del suo paese originario, la Costa d'Avorio, di cui è stato per alcuni anni anche il capitano.
Ha disputato una Coppa del Mondo, nel 2006 in Germania, dove la sua Nazionale ha partecipato per la prima volta nella sua storia ad un Mondiale. In quell'occasione è stato convocato come riserva, scendendo in campo nell'ultima partita della fase a gironi contro Serbia & Montenegro (con la fascia da capitano), aiutando la squadra a vincere per 3-2, vittoria però inutile ai fini della classifica, perché la Costa d'Avorio fu eliminata.

## Statistiche

### Presenze e reti nei club
| Stagione                   | Squadra                    | Campionato                 | Campionato | Campionato | Coppe nazionali | Coppe nazionali | Coppe nazionali | Coppe continentali | Coppe continentali | Coppe continentali | Altre coppe | Altre coppe | Altre coppe | Totale | Totale |
| Stagione                   | Squadra                    | Comp                       | Pres       | Reti       | Comp            | Pres            | Reti            | Comp               | Pres               | Reti               | Comp        | Pres        | Reti        | Pres   | Reti   |
| -------------------------- | -------------------------- | -------------------------- | ---------- | ---------- | --------------- | --------------- | --------------- | ------------------ | ------------------ | ------------------ | ----------- | ----------- | ----------- | ------ | ------ |
| 1992-1993                  | Créteil-Lusitanos          | D2                         | ?          | ?          | CF              | ?               | ?               | -                  | -                  | -                  | -           | -           | -           | ?      | ?      |
| 1993-1994                  | Créteil-Lusitanos          | D3                         | ?          | ?          | CF              | ?               | ?               | -                  | -                  | -                  | -           | -           | -           | ?      | ?      |
| Totale Créteil-Lusitanos   | Totale Créteil-Lusitanos   | Totale Créteil-Lusitanos   | 19         | 0          |                 | ?               | ?               |                    | -                  | -                  |             | -           | -           | 19+    | 0+     |
| 1994-1995                  | Red Star                   | D2                         | 2+         | 0          | CF+CdL          | ?+1             | ?+0             | -                  | -                  | -                  | -           | -           | -           | 3+     | 0      |
| 1995-1996                  | Red Star                   | D2                         | 21+        | 0          | CF+CdL          | 0+2             | 0+0             | -                  | -                  | -                  | -           | -           | -           | 23+    | 0      |
| Totale Red Star            | Totale Red Star            | Totale Red Star            | 69         | 0          |                 | 3+              | 0+              |                    | -                  | -                  |             | -           | -           | 72+    | 0+     |
| 1996-1997                  | Bordeaux                   | D1                         | 31         | 1          | CF+CdL          | 2+5             | 0+0             | -                  | -                  | -                  | -           | -           | -           | 38     | 1      |
| 1997-1998                  | Olympique Marsiglia        | D1                         | 29         | 1          | CF+CdL          | 2+0             | 0+0             | -                  | -                  | -                  | -           | -           | -           | 31     | 1      |
| 1998-1999                  | Olympique Marsiglia        | D1                         | 28         | 0          | CF+CdL          | 1+1             | 0+0             | CU                 | 10                 | 0                  | -           | -           | -           | 40     | 0      |
| Totale Olympique Marsiglia | Totale Olympique Marsiglia | Totale Olympique Marsiglia | 57         | 1          |                 | 4               | 0               |                    | 10                 | 0                  |             | -           | -           | 71     | 1      |
| 1999-2000                  | Inter                      | A                          | 6+1        | 0          | CI              | 1               | 0               | -                  | -                  | -                  | -           | -           | -           | 8      | 0      |
| ago.-set. 2000             | Inter                      | A                          | -          | -          | CI              | 1               | 0               | UCL                | 1                  | 0                  | SI          | 1           | 0           | 3      | 0      |
| Totale Inter               | Totale Inter               | Totale Inter               | 7          | 0          |                 | 2               | 0               |                    | 1                  | 0                  |             | 1           | 0           | 11     | 0      |
| 2000-2001                  | Bastia                     | D1                         | 20         | 1          | CF+CdL          | 1+2             | 0+0             | -                  | -                  | -                  | -           | -           | -           | 23     | 1      |
| 2001-2002                  | Monaco                     | D1                         | 22         | 0          | CF+CdL          | 1+3             | 0+0             | -                  | -                  | -                  | -           | -           | -           | 25     | 0      |
| 2002-2003                  | Espanyol                   | PD                         | 33         | 3          | CR              | 0               | 0               | -                  | -                  | -                  | -           | -           | -           | 33     | 3      |
| 2003-2004                  | Espanyol                   | PD                         | 36         | 1          | CR              | 0               | 0               | -                  | -                  | -                  | -           | -           | -           | 36     | 0      |
| Totale Espanyol            | Totale Espanyol            | Totale Espanyol            | 69         | 4          |                 | 0               | 0               |                    | -                  | -                  |             | -           | -           | 69     | 4      |
| ago.-dic. 2004             | Konyaspor                  | 1L                         | 4          | 0          | CT              | 0               | 0               | -                  | -                  | -                  | -           | -           | -           | 4      | 0      |
| gen.-giu. 2005             | Créteil-Lusitanos          | L2                         | 12         | 1          | CF+CdL          | -               | -               | -                  | -                  | -                  | -           | -           | -           | 12     | 1      |
| 2005-2006                  | Créteil-Lusitanos          | L2                         | 26         | 2          | CF+CdL          | 0+1             | 0+0             | -                  | -                  | -                  | -           | -           | -           | 27     | 2      |
| 2006-2007                  | Créteil-Lusitanos          | L2                         | 20         | 0          | CF+CdL          | 1+0             | 0+0             | -                  | -                  | -                  | -           | -           | -           | 21     | 0      |
| Totale Créteil-Lusitanos   | Totale Créteil-Lusitanos   | Totale Créteil-Lusitanos   | 77         | 3          |                 | 2+              | 0+              |                    | -                  | -                  |             | -           | -           | 79+    | 3+     |
| lug.-dic. 2007             | Stella Adjamé              | L1                         | ?          | ?          | CC              | ?               | ?               | -                  | -                  | -                  | -           | -           | -           | ?      | ?      |
| 2008                       | Africa Sports              | L1                         | ?          | ?          | CC              | ?               | ?               | CCL                | ?                  | ?                  | -           | -           | -           | ?      | ?      |
| Totale carriera            | Totale carriera            | Totale carriera            | 356+       | 10+        |                 | 25+             | 0+              |                    | 11+                | 0+                 |             | 1           | 0           | 393+   | 10+    |

### Cronologia presenze e reti in Nazionale
| Cronologia completa delle presenze e delle reti in nazionale ― Costa d'Avorio | Cronologia completa delle presenze e delle reti in nazionale ― Costa d'Avorio | Cronologia completa delle presenze e delle reti in nazionale ― Costa d'Avorio | Cronologia completa delle presenze e delle reti in nazionale ― Costa d'Avorio | Cronologia completa delle presenze e delle reti in nazionale ― Costa d'Avorio | Cronologia completa delle presenze e delle reti in nazionale ― Costa d'Avorio | Cronologia completa delle presenze e delle reti in nazionale ― Costa d'Avorio | Cronologia completa delle presenze e delle reti in nazionale ― Costa d'Avorio |
| Data                                                                          | Città                                                                         | In casa                                                                       | Risultato                                                                     | Ospiti                                                                        | Competizione                                                                  | Reti                                                                          | Note                                                                          |
| ----------------------------------------------------------------------------- | ----------------------------------------------------------------------------- | ----------------------------------------------------------------------------- | ----------------------------------------------------------------------------- | ----------------------------------------------------------------------------- | ----------------------------------------------------------------------------- | ----------------------------------------------------------------------------- | ----------------------------------------------------------------------------- |
| 4-6-1995                                                                      | Abidjan                                                                       | Costa d'Avorio                                                                | 2 – 0                                                                         | Marocco                                                                       | Qual. Coppa d'Africa 1996                                                     | -                                                                             | 79’                                                                           |
| 30-7-1995                                                                     | Ouagadougou                                                                   | Burkina Faso                                                                  | 1 – 1                                                                         | Costa d'Avorio                                                                | Qual. Coppa d'Africa 1996                                                     | -                                                                             |                                                                               |
| 14-1-1996                                                                     | Port Elizabeth                                                                | Costa d'Avorio                                                                | 0 – 2                                                                         | Ghana                                                                         | Coppa d'Africa 1996 - 1º turno                                                | -                                                                             |                                                                               |
| 21-1-1996                                                                     | Port Elizabeth                                                                | Costa d'Avorio                                                                | 1 – 0                                                                         | Mozambico                                                                     | Coppa d'Africa 1996 - 1º turno                                                | -                                                                             | 88’                                                                           |
| 6-10-1996                                                                     | Algeri                                                                        | Algeria                                                                       | 4 – 1                                                                         | Costa d'Avorio                                                                | Qual. Coppa d'Africa 1998                                                     | -                                                                             |                                                                               |
| 23-2-1997                                                                     | Bamako                                                                        | Mali                                                                          | 1 – 2                                                                         | Costa d'Avorio                                                                | Qual. Coppa d'Africa 1998                                                     | -                                                                             |                                                                               |
| 22-6-1997                                                                     | Bouaké                                                                        | Costa d'Avorio                                                                | 2 – 1                                                                         | Algeria                                                                       | Qual. Coppa d'Africa 1998                                                     | -                                                                             |                                                                               |
| 27-7-1997                                                                     | Bouaké                                                                        | Costa d'Avorio                                                                | 4 – 2                                                                         | Mali                                                                          | Qual. Coppa d'Africa 1998                                                     | -                                                                             |                                                                               |
| 29-1-1998                                                                     | Bouaké                                                                        | Costa d'Avorio                                                                | 4 – 1                                                                         | Mozambico                                                                     | Amichevole                                                                    | -                                                                             | Uscita                                                                        |
| 1-2-1998                                                                      | Bouaké                                                                        | Costa d'Avorio                                                                | 1 – 0                                                                         | Camerun                                                                       | Amichevole                                                                    | -                                                                             |                                                                               |
| 8-2-1998                                                                      | Bobo-Dioulasso                                                                | Costa d'Avorio                                                                | 4 – 3                                                                         | Namibia                                                                       | Coppa d'Africa 1998 - 1º turno                                                | -                                                                             |                                                                               |
| 11-2-1998                                                                     | Bobo-Dioulasso                                                                | Sudafrica                                                                     | 1 – 1                                                                         | Costa d'Avorio                                                                | Coppa d'Africa 1998 - 1º turno                                                | -                                                                             |                                                                               |
| 16-2-1998                                                                     | Ouagadougou                                                                   | Angola                                                                        | 2 – 5                                                                         | Costa d'Avorio                                                                | Coppa d'Africa 1998 - 1º turno                                                | -                                                                             |                                                                               |
| 21-2-1998                                                                     | Ouagadougou                                                                   | Costa d'Avorio                                                                | 0 – 0 dts (4 – 5 dtr)                                                         | Egitto                                                                        | Coppa d'Africa 1998 - Quarti di finale                                        | -                                                                             |                                                                               |
| 16-9-1998                                                                     | Il Cairo                                                                      | Egitto                                                                        | 0 – 0                                                                         | Costa d'Avorio                                                                | Amichevole                                                                    | -                                                                             |                                                                               |
| 14-10-1998                                                                    | Bamako                                                                        | Mali                                                                          | 0 – 1                                                                         | Costa d'Avorio                                                                | Qual. Coppa d'Africa 2000                                                     | -                                                                             |                                                                               |
| 24-1-1999                                                                     | Abidjan                                                                       | Costa d'Avorio                                                                | 3 – 0                                                                         | Namibia                                                                       | Qual. Coppa d'Africa 2000                                                     | -                                                                             |                                                                               |
| 11-4-1999                                                                     | Abidjan                                                                       | Costa d'Avorio                                                                | 2 – 0                                                                         | Rep. del Congo                                                                | Qual. Coppa d'Africa 2000                                                     | -                                                                             |                                                                               |
| 5-6-1999                                                                      | Windhoek                                                                      | Namibia                                                                       | 1 – 1                                                                         | Costa d'Avorio                                                                | Qual. Coppa d'Africa 2000                                                     | -                                                                             |                                                                               |
| 20-6-1999                                                                     | Abidjan                                                                       | Costa d'Avorio                                                                | 0 – 0                                                                         | Mali                                                                          | Qual. Coppa d'Africa 2000                                                     | -                                                                             | 46’                                                                           |
| 24-1-2000                                                                     | Accra                                                                         | Costa d'Avorio                                                                | 1 – 1                                                                         | Togo                                                                          | Coppa d'Africa 2000 - 1º turno                                                | -                                                                             |                                                                               |
| 28-1-2000                                                                     | Accra                                                                         | Camerun                                                                       | 3 – 0                                                                         | Costa d'Avorio                                                                | Coppa d'Africa 2000 - 1º turno                                                | -                                                                             |                                                                               |
| 9-4-2000                                                                      | Kigali                                                                        | Ruanda                                                                        | 2 – 2                                                                         | Costa d'Avorio                                                                | Qual. Mondiali 2002                                                           | -                                                                             |                                                                               |
| 23-4-2000                                                                     | Abidjan                                                                       | Costa d'Avorio                                                                | 2 – 0                                                                         | Ruanda                                                                        | Qual. Mondiali 2002                                                           | -                                                                             |                                                                               |
| 18-6-2000                                                                     | Abidjan                                                                       | Costa d'Avorio                                                                | 2 – 2                                                                         | Tunisia                                                                       | Qual. Mondiali 2002                                                           | -                                                                             |                                                                               |
| 19-11-2000                                                                    | Abidjan                                                                       | Costa d'Avorio                                                                | 2 – 1                                                                         | Libia                                                                         | Qual. Coppa d'Africa 2002                                                     | -                                                                             |                                                                               |
| 1-7-2001                                                                      | Abidjan                                                                       | Costa d'Avorio                                                                | 6 – 0                                                                         | Madagascar                                                                    | Qual. Mondiali 2002                                                           | -                                                                             |                                                                               |
| 8-9-2002                                                                      | Abidjan                                                                       | Costa d'Avorio                                                                | 0 – 0                                                                         | Sudafrica                                                                     | Qual. Coppa d'Africa 2004                                                     | -                                                                             |                                                                               |
| 11-2-2003                                                                     | Châteauroux                                                                   | Camerun                                                                       | 0 – 3                                                                         | Costa d'Avorio                                                                | Amichevole                                                                    | -                                                                             | 72’                                                                           |
| 30-3-2003                                                                     | Bujumbura                                                                     | Burundi                                                                       | 0 – 1                                                                         | Costa d'Avorio                                                                | Qual. Coppa d'Africa 2004                                                     | -                                                                             |                                                                               |
| 8-6-2003                                                                      | Abidjan                                                                       | Costa d'Avorio                                                                | 6 – 1                                                                         | Burundi                                                                       | Qual. Coppa d'Africa 2004                                                     | -                                                                             |                                                                               |
| 10-9-2003                                                                     | Radès                                                                         | Tunisia                                                                       | 3 – 2                                                                         | Costa d'Avorio                                                                | Amichevole                                                                    | -                                                                             | Ingresso                                                                      |
| 15-11-2003                                                                    | Dakar                                                                         | Senegal                                                                       | 1 – 0                                                                         | Costa d'Avorio                                                                | Amichevole                                                                    | -                                                                             | 39’                                                                           |
| 30-3-2003                                                                     | Bujumbura                                                                     | Burundi                                                                       | 0 – 1                                                                         | Costa d'Avorio                                                                | Qual. Coppa d'Africa 2004                                                     | -                                                                             |                                                                               |
| 30-4-2003                                                                     | Rabat                                                                         | Marocco                                                                       | 0 – 1                                                                         | Costa d'Avorio                                                                | Amichevole                                                                    | -                                                                             |                                                                               |
| 28-4-2004                                                                     | Aix-les-Bains                                                                 | Costa d'Avorio                                                                | 4 – 2                                                                         | Guinea                                                                        | Amichevole                                                                    | -                                                                             |                                                                               |
| 6-6-2004                                                                      | Abidjan                                                                       | Costa d'Avorio                                                                | 2 – 0                                                                         | Libia                                                                         | Qual. Mondiali 2006                                                           | -                                                                             |                                                                               |
| 20-6-2004                                                                     | Alessandria d'Egitto                                                          | Egitto                                                                        | 1 – 2                                                                         | Costa d'Avorio                                                                | Qual. Mondiali 2006                                                           | -                                                                             | 43’                                                                           |
| 4-7-2004                                                                      | Yaoundé                                                                       | Camerun                                                                       | 2 – 0                                                                         | Costa d'Avorio                                                                | Qual. Mondiali 2006                                                           | -                                                                             |                                                                               |
| 5-9-2004                                                                      | Abidjan                                                                       | Costa d'Avorio                                                                | 5 – 0                                                                         | Sudan                                                                         | Qual. Mondiali 2006                                                           | -                                                                             | 46’                                                                           |
| 10-10-2004                                                                    | Cotonou                                                                       | Benin                                                                         | 0 – 1                                                                         | Costa d'Avorio                                                                | Qual. Mondiali 2006                                                           | -                                                                             |                                                                               |
| 8-2-2005                                                                      | Le Petit-Quevilly                                                             | Costa d'Avorio                                                                | 2 – 2                                                                         | RD del Congo                                                                  | Amichevole                                                                    | -                                                                             | 64’                                                                           |
| 27-3-2005                                                                     | Abidjan                                                                       | Costa d'Avorio                                                                | 3 – 0                                                                         | Benin                                                                         | Qual. Mondiali 2006                                                           | -                                                                             |                                                                               |
| 3-6-2005                                                                      | Tripoli                                                                       | Libia                                                                         | 0 – 0                                                                         | Costa d'Avorio                                                                | Qual. Mondiali 2006                                                           | -                                                                             |                                                                               |
| 19-6-2005                                                                     | Abidjan                                                                       | Costa d'Avorio                                                                | 2 – 0                                                                         | Egitto                                                                        | Qual. Mondiali 2006                                                           | -                                                                             |                                                                               |
| 17-8-2005                                                                     | Montpellier                                                                   | Francia                                                                       | 3 – 0                                                                         | Costa d'Avorio                                                                | Amichevole                                                                    | -                                                                             |                                                                               |
| 4-9-2005                                                                      | Abidjan                                                                       | Costa d'Avorio                                                                | 2 – 3                                                                         | Camerun                                                                       | Qual. Mondiali 2006                                                           | -                                                                             |                                                                               |
| 28-1-2006                                                                     | Il Cairo                                                                      | Egitto                                                                        | 3 – 1                                                                         | Costa d'Avorio                                                                | Coppa d'Africa 2006 - 1º turno                                                | -                                                                             |                                                                               |
| 1-3-2006                                                                      | Bilbao                                                                        | Spagna                                                                        | 3 – 2                                                                         | Costa d'Avorio                                                                | Amichevole                                                                    | -                                                                             | 46’                                                                           |
| 27-5-2006                                                                     | Losanna                                                                       | Svizzera                                                                      | 1 – 1                                                                         | Costa d'Avorio                                                                | Amichevole                                                                    | -                                                                             |                                                                               |
| 30-5-2006                                                                     | Vittel                                                                        | Costa d'Avorio                                                                | 1 – 1                                                                         | Cile                                                                          | Amichevole                                                                    | -                                                                             |                                                                               |
| 4-6-2006                                                                      | Bondoufle                                                                     | Costa d'Avorio                                                                | 3 – 0                                                                         | Slovenia                                                                      | Amichevole                                                                    | -                                                                             | 64’                                                                           |
| 21-6-2006                                                                     | Monaco di Baviera                                                             | Costa d'Avorio                                                                | 3 – 2                                                                         | Serbia e Montenegro                                                           | Mondiali 2006 - 1º turno                                                      | -                                                                             | 41’, 90+2’                                                                    |
| Totale                                                                        |                                                                               | Presenze                                                                      | 53                                                                            |                                                                               | Reti                                                                          | 0                                                                             |                                                                               |